# Estação Parque de las Avenidas

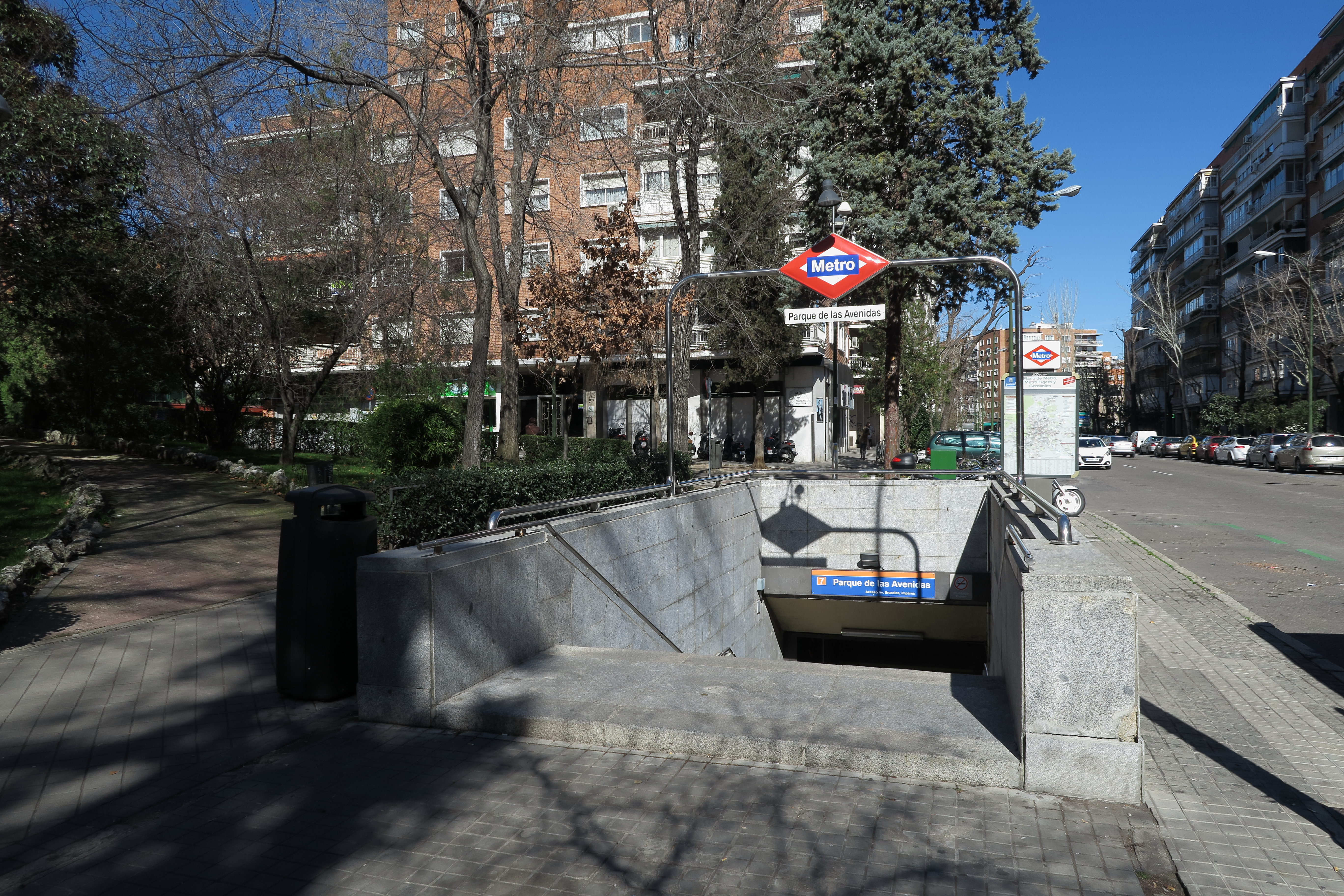
Acesso a Estação Parque de las Avenidas.

Parque de las Avenidas é uma estação da Linha 7 do Metro de Madrid.